# Élections sénatoriales de 2008 dans la Côte-d'Or
Les élections sénatoriales dans la Côte-d'Or ont eu lieu le dimanche 21 septembre 2008. Elles ont eu pour but d'élire les sénateurs représentant le département au Sénat pour un mandat de six années.

## Contexte départemental
Lors des élections sénatoriales du 27 septembre 1998 dans la Côte-d'Or, trois sénateurs ont été élus, un RPR et deux DL.
Depuis, tous les effectifs du collège électoral des grands électeurs ont été renouvelés, avec les élections législatives françaises de 2007, les élections régionales françaises de 2004, les élections cantonales de 2004 et 2008 et les élections municipales françaises de 2008.

## Rappel des résultats de 1998
| Candidat et parti politique | Candidat et parti politique | Candidat et parti politique | Premier tour | Premier tour | Second tour | Second tour |
| Candidat et parti politique | Candidat et parti politique | Candidat et parti politique | Voix         | %            | Voix        | %           |
| --------------------------- | --------------------------- | --------------------------- | ------------ | ------------ | ----------- | ----------- |
|                             | Henri Revol                 | DL                          | 688          | 45,71        | 687         | 46,29       |
|                             | Louis Grillot               | DL                          | 640          | 42,52        | 680         | 45,82       |
|                             | Louis de Broissia           | RPR                         | 628          | 41,73        | 625         | 42,12       |
|                             | Henri Julien                | RPR                         | 518          | 34,42        | 578         | 38,95       |
|                             | Jean-Claude Robert          | PS                          | 370          | 24,58        | 447         | 30,12       |
|                             | Daniel Freitag              | PS                          | 329          | 21,86        | 408         | 27,49       |
|                             | Robert Grimpret             | PRG                         | 329          | 21,86        | 397         | 26,75       |
|                             | Pierre Jaboulet-Vercherre   | FN                          | 124          | 8,24         | 83          | 5,59        |
|                             | Lucien Brenot               | CNIP                        | 106          | 7,04         | Retrait     | Retrait     |
|                             | Michel Pauset               | MDC                         | 58           | 3,85         | Retrait     | Retrait     |
|                             | Yvette Rousseau             | MDC                         | 56           | 3,72         | Retrait     | Retrait     |
|                             | Alain Bardot                | PCF                         | 55           | 3,65         | Retrait     | Retrait     |
|                             | Jacques Garcia              | PCF                         | 49           | 3,26         | Retrait     | Retrait     |
|                             | Isabelle Gratpin            | PCF                         | 47           | 3,12         | Retrait     | Retrait     |
|                             | Philippe Schmitt            | MDC                         | 47           | 3,12         | Retrait     | Retrait     |
|                             | Jean-Jacques Bernard        | Verts                       | 20           | 1,33         | Retrait     | Retrait     |
|                             | Bruno Diano                 | Verts                       | 18           | 1,20         | Retrait     | Retrait     |
|                             | Jean-Patrick Masson         | Verts                       | 13           | 0,86         | Retrait     | Retrait     |
|                             |                             |                             |              |              |             |             |
| Inscrits                    | Inscrits                    | Inscrits                    | 1 528        | 100,00       | 1 528       | 100,00      |
| Abstentions                 | Abstentions                 | Abstentions                 | 12           | 0,79         | 14          | 0,92        |
| Votants                     | Votants                     | Votants                     | 1 516        | 99,21        | 1 514       | 99,08       |
| Blancs et nuls              | Blancs et nuls              | Blancs et nuls              | 11           | 0,73         | 30          | 1,98        |
| Exprimés                    | Exprimés                    | Exprimés                    | 1 505        | 99,27        | 1 484       | 98,02       |

## Sénateurs sortants
| Sénateur | Sénateur          | Parti | Fonctions lors de l'élection en 1998                               |
| -------- | ----------------- | ----- | ------------------------------------------------------------------ |
|          | Louis de Broissia | UMP   | Député, président du conseil général                               |
|          | Louis Grillot     | UMP   | Sénateur sortant, conseiller général                               |
|          | Henri Revol       | UMP   | Sénateur sortant, conseiller général, maire de Messigny-et-Vantoux |

## Présentation des candidats et des suppléants
Les nouveaux représentants sont élus pour une législature de 6 ans au suffrage universel indirect par les 1555 grands électeurs du département. Dans la Côte-d'Or, les sénateurs sont élus au scrutin majoritaire à deux tours. Leur nombre reste inchangé, 3 sénateurs sont à élire. Ils sont 18 candidats dans le département, chacun avec un suppléant.
| T/S | Candidats | Candidats              | Parti | Principale fonction                                                                                                   |
| --- | --------- | ---------------------- | ----- | --- |
| T   |           | Nelly Goby             | PCF   | |
| S   |           | Jean Guerret           | PCF   | |
| T   |           | Claude Pinon           | PCF   | |
| S   |           | Joëlle Boileau         | PCF   | |
| T   |           | Jean-Paul Rommel       | PCF   | Maire de Gomméville                                                                                                   |
| S   |           | Jean-René Rouget       | PCF   | |
| T   |           | Philippe Hervieu       | Verts | Vice-président du conseil régional                                                                                    |
| S   |           | Christine Durnerin     | Verts | |
| T   |           | Rebecca Ségovia        | Verts | |
| S   |           | Bruno Louis            | Verts | |
| T   |           | Bernard Obriot         | Verts | |
| S   |           | Philippe Schmitt       | Verts | |
| T   |           | François Rebsamen      | PS    | Conseiller général, président de Dijon Métropole, maire de Dijon                                                      |
| S   |           | Isabelle Lajoux        | PS    | Maire de Savolles |
| T   |           | François Patriat       | PS    | Président du conseil régional                                                                                         |
| S   |           | Francis Castella       | PS    | |
| T   |           | Guilaisne Carraz       | DVG   | |
| S   |           | Claudine Pierre        | DVG   | |
| T   |           | Annie Munier-Petit     | DVG   | |
| S   |           | Chantal Parisot        | DVG   | |
| T   |           | Hadjiratou Lauber      | DVG   | |
| S   |           | Clément Lacaille       | DVG   | |
| T   |           | Pierre Gobbo           | DVG   | |
| S   |           | Guy Cassière           | DVG   | |
| T   |           | Patrick Molinoz        | PRG   | Conseiller général, maire de Venarey-les-Laumes                                                                       |
| S   |           | Noël Bernard           | PRG   | |
| T   |           | Alain Houpert          | DVD   | Conseiller général, maire de Salives                                                                                  |
| S   |           | Jean-Pierre Rebourgeon | UMP   | |
| T   |           | Emmanuel Bichot        | UMP   | Conseiller général, maire de Saint-Romain                                                                             |
| S   |           | Hubert Brigand         | UMP   | Conseiller général, maire de Chatillon-sur-Seine                                                                      |
| T   |           | Louis de Broissia      | UMP   | Sénateur sortant, conseiller général, président de la CC du Mirebellois, conseiller municipal de Blagny-sur-Vingeanne |
| S   |           | Anne-Catherine Loisier | DVD   | Conseillère régionale, conseillère générale, maire de Saulieu                                                         |
| T   |           | Gilbert Menut          | UMP   | Conseiller général, maire de Talant                                                                                   |
| S   |           | Philippe Chardon       | UMP   | |
| T   |           | Rémy Boursot           | FN    | |
| S   |           | Christophe Georgy      | FN    | |

## Résultats
| Candidat et parti politique | Candidat et parti politique | Candidat et parti politique | Premier tour | Premier tour | Second tour | Second tour |
| Candidat et parti politique | Candidat et parti politique | Candidat et parti politique | Voix         | %            | Voix        | %           |
| --------------------------- | --------------------------- | --------------------------- | ------------ | ------------ | ----------- | ----------- |
|                             | François Patriat            | PS                          | 740          | 48,27        | 844         | 55,09       |
|                             | Alain Houpert               | DVD                         | 611          | 39,85        | 768         | 50,13       |
|                             | Patrick Molinoz             | PRG                         | 596          | 38,88        | 727         | 47,45       |
|                             | Louis de Broissia           | UMP                         | 594          | 38,75        | 720         | 46,99       |
|                             | François Rebsamen           | PS                          | 582          | 37,96        | 740         | 48,30       |
|                             | Gilbert Menut               | UMP                         | 471          | 30,72        | 679         | 44,32       |
|                             | Emmanuel Bichot             | UMP                         | 357          | 23,29        | Retrait     | Retrait     |
|                             | Pierre Gobbo                | DVG                         | 129          | 8,41         | Retrait     | Retrait     |
|                             | Philippe Hervieu            | Verts                       | 51           | 3,33         | Retrait     | Retrait     |
|                             | Nelly Goby                  | PCF                         | 46           | 3,00         | Retrait     | Retrait     |
|                             | Claude Pinon                | PCF                         | 45           | 2,94         | Retrait     | Retrait     |
|                             | Rebecca Ségovia             | Verts                       | 43           | 2,80         | Retrait     | Retrait     |
|                             | Bernard Obriot              | Verts                       | 41           | 2,67         | Retrait     | Retrait     |
|                             | Jean-Paul Rommel            | PCF                         | 39           | 2,54         | Retrait     | Retrait     |
|                             | Rémy Boursot                | FN                          | 17           | 1,11         | Retrait     | Retrait     |
|                             | Guislaine Carraz            | DVG                         | 7            | 0,46         | Retrait     | Retrait     |
|                             | Hadjiratou Lauber           | DVG                         | 7            | 0,46         | Retrait     | Retrait     |
|                             | Annie Munier-Petit          | DVG                         | 5            | 0,33         | Retrait     | Retrait     |
|                             |                             |                             |              |              |             |             |
| Inscrits                    | Inscrits                    | Inscrits                    | 1 555        | 100,00       | 1 555       | 100,00      |
| Abstentions                 | Abstentions                 | Abstentions                 | 7            | 0,45         | 7           | 0,45        |
| Votants                     | Votants                     | Votants                     | 1 548        | 99,55        | 1 548       | 99,55       |
| Blancs et nuls              | Blancs et nuls              | Blancs et nuls              | 15           | 0,96         | 16          | 1,03        |
| Exprimés                    | Exprimés                    | Exprimés                    | 1 533        | 98,59        | 1 532       | 98,52       |